# Papa Benedict I
Papa Benedict I (n. 525 d.Hr., Roma, Imperiul Roman de Răsărit – d. 1 august 579 d.Hr., Roma, Imperiul Roman de Răsărit) a fost Papă al Romei în perioada 2 iunie 575 - 30 iulie 579.

## Originea
Benedict era de origine italiană, din Roma, fiul unui oarecare Bonifaciu, numit Bonosus de către greci.

## Alegerea
Ravagiile provocate de lombarzi au provocat mari dificultăți de comunicare cu împăratul răsăritean la Constantinopol, care susținea că are privilegiul de a confirma alegerea papilor. Astfel, după moartea Papei Ioan al III-lea, așteptarea confirmării imperiale a alegerii lui Benedict ca papă, a durat 11 luni, venind pe 2 Iunie 575. Pontificatul Papei Benedict I a durat 4 ani și o lună.

## Invazia lombardă și activitatea pastorală
În timpul pontificatului său longobarzii care cuceriseră nordul și centrul Italiei, au atacat sudul, iar în anul 579 au asediat Roma. Împăratul răsăritean Tiberiu I, fiul adoptiv a lui Iustin al II-lea, a trimis o armată pentru a rezolva situația, care însă nu a făcut față invadatorilor. Roma a fost cuprinsă din nou de foamete ca în timpul primului asediu longobard din timpul Papei Ioan al III-lea, iar Papa Benedict I a murit în toiul nenorocirii. Dar înainte de acest lucru, la ceremonia din decembrie 579, papa a hirotonit cincisprezece preoți și trei diaconi și a consacrat douăzeci și unu de episcopi.

## Decesul
Papa Benedict I a fost îngropat în vestibulul sacristiei din Basilica Sf. Petru.

## Comemorare
Sunt șaisprezece papi numiți Benedict și câțiva antipapi. Unii s-au numit Benedict după acest papă obscur, cei mai mulți și-au pus numele papal după sfântul Benedict de Nursia, care a fondat ordinul monahal benedictin. În particular, actualul Papa Benedict al XVI-lea a declarat după alegere că și-a ales acest nume, inspirat de papa Benedict al XV-lea care a condus Biserica în timpul haosului instaurat de Primul Război Mondial, și de Benedict de Nursia.